# 多型大蒜芥
多型大蒜芥（学名：Sisymbrium polymorphum），为十字花科大蒜芥属下的一个种。

## 扩展阅读
維基物種上的相關：多型大蒜芥